# Päivi Tolppanen
Anette Päivi Kristiina Tolppanen (* 1977) ist eine finnische Goalballspielerin und gilt als eine der besten Goalballspielerinnen der Welt.
Tolppanen entdeckte im Alter von 13 Jahren Goalball für sich. Januar 1991 nahm sie an ihrem ersten Wettkampf teil. Ein Jahr später, Januar 1992, wurde sie in die finnische Goalballnationalmannschaft der Damen aufgenommen. Bei den Europameisterschaften 1997 gewann Tolppanen ihre erste Goldmedaille. Weitere Goldmedaillen folgten jeweils bei der Weltmeisterschaft 1998 in Madrid und der Europameisterschaft 1999. 2000 und 2004 nahm sie an den Paralympischen Spielen teil, konnte jedoch jeweils mit ihrer Mannschaft nur den vierten Platz erreichen. Bei der Europameisterschaft 2001 erreichte sie Silber.
Neben ihrer sportlichen Karriere arbeitet Tolppanen als Krankengymnastin.

## Erfolge
Sommer-Paralympics
- 2000 Sydney: 4. Platz
- 2004 Athen: 4. Platz

Internationale Wettbewerbe
- 1997 IBSA European Championships: Gold
- 1998 IBSA World Championships, Madrid: Gold
- 1999 IBSA European Championships: Gold
- 2001 IBSA European Championships: Silber